# Martinje
Martinje (madžarsko Magasfok) so naselje v Občini Gornji Petrovci. V bližini vasi je istoimenski mejni prehod z Madžarsko oz. cestni prelaz preko vzpetine Srebrni breg (404 mnm) 

## Izobraževanje nekoč
Leta 1860 je bila v Martinju zgrajeno šolsko poslopje. Tamkajšnjo osnovno šolo so obiskovali učenci iz Trdkove, Martinja in Boreče. Leta 1914 je šola štela 134 šoloobvezujočih otrok. Učitelji so za poučevanje po učencu dobili 15 do 30 krajcarjev letno in drva za kurjavo. Od leta 1945 naprej je bila tu osemletka. Pouk je bil leta 1975 ukinjen, otroci pa od takrat naprej obiskujejo šoli v Kuzmi ali v Gornjih Petrovcih. Osnovna šola se je nekdaj imenovala Trdkova, kasneje je bila preimenovana v Martinje. Med drugo svetovno vojno je zaradi madžarske oblasti potekal pouk v madžarskem jeziku. Stavba nekdanje šole je bila porušena leta 1987, na njenem mestu pa danes stoji športno igrišče. Ob igrišču je bila obnovljena tudi večnamenska zgradba, v kateri so urejene slačilnice